# Pierre Strauwen (componist)
Pierre Strauwen (Laken, 2 november 1836 – aldaar, 30 december 1890) was een Belgisch componist, dirigent en leraar. Hij was de vader van de hoornist Pierre Henri Strauwen (1861-1926), van de componisten Jules-Emile Strauwen sr. (1863-1943), Jean Strauwen (1878-1947), de fluitist Auguste Strauwen (1874-1947) en de muzikante Jeanne (Marie Victoire Jeanne Sylvie) Strauwen. Hij was de grootvader van zwemmer Pierre Strauwen (1886-1968) en van Jules Emile Adhemar Strauwen (1887-1948).

## Levensloop
Strauwen is grotendeels autodidact en bekwaamde zich door zelfstudie in de muziek. Bij de Muziekkapel van de Grenadiers deed hij zijn militaire dienst. Hij was muziekleraar en dirigent. Zijn vader François Strauwen was medeoprichter van de Société Royale Philharmonique de Laeken in 1837 geweest. Van 1864 tot 1890 was Pierre Strauwen dirigent van onder andere deze muziekvereniging. Hij zou ook voor harmonie- en fanfareorkest hebben gecomponeerd. 
In Laken (België) is een straat naar hem benoemd. 